# آرچیبالد بارتون
آرچیبالد بارتون (انگلیسی: Archibald Barton؛ زادهٔ ۱۸۶۲) بازیکن فوتبال اهل بریتانیا است.
از باشگاه‌هایی که در آن بازی کرده‌است می‌توان به باشگاه فوتبال بیرمنگام سیتی اشاره کرد.